# Polycarpaea zollingeri
Polycarpaea zollingeri är en nejlikväxtart som först beskrevs av Edward Fenzl, och fick sitt nu gällande namn av Bakker. Polycarpaea zollingeri ingår i släktet Polycarpaea och familjen nejlikväxter. Inga underarter finns listade i Catalogue of Life.